# Suzana Bantaș
Suzana Bantaș (n. 28 mai 1922, Focșani, Vrancea, România – d. 25 decembrie 2021, București, România) a fost o eseistă, pictoriță, jurist, traducător și medic român, membru al Uniunii Artiștilor Plastici din România.

## Biografie

### Familia
Suzana Bantaș s-a născut în ziua de 28 mai 1922 în orașul Focșani în familia profesorului de filozofie și de limba franceză Mihail Bantaș, un cunoscut poet, și a lui Angelica, licențiată în litere.  Din propriile sale declarații rezultă că pe linie paternă, Suzana Bantaș a avut ca strămoș pe Ana Bantăș, mama lui Dimitrie Cantemir. Familia Bantaș a avut trei copii, pe Suzana, pe Mihai Bantaș care a fost jurist și mai apoi medic pediatru și pe Andrei Bantaș, un eminent traducător de limba engleză, autor de dicționare și manuale și profesor universitar. Suzana avut un singur copil, băiat, care a devenit arhitect, restaurator de monumente istorice.

### Studii
În domeniul picturii, a luat lecții de la vârsta de 15 ani de la profesorul Ion Marșic la Iași. Suzana a urmat cursurile gimnaziale la Iași și pe cele liceale la Liceul „Oltea Doamna” din Iași și în paralel, Facultatea de Drept și Academia de Belle Arte din Iași. În anul 1946 s-a mutat la București unde și-a luat diploma în pictură la Universitatea Națională de Arte București la clasa lui Jean Alexandru Steriadi. În anul 1958 a absolvit Facultatea de Medicină Generală din București și din anul 1962 a obținut prin concurs postul de specialist în urgențe medico-chirurgicale și a activat ca medic la Salvarea din București.

### Cariera artistică
În anul 1947 a participat la Salonul Oficial cu lucrarea Sfârșit de iarnă. În 1971 a fost primită ca membru fondator în Cenaclul de Arte Plastice al Medicilor „Ion Țuculescu” și din 1994 a colaborat cu Asociația Artiștilor Plastici din București.
Suzana Bantaș a avut mai multe expoziții personale și de grup începând din anul 1938 la Pavilioanele din Parcul Herăstrău, Galeriile Municipiului București, la Clubul M. I. și la Palatul Cercului Militar Național.
A avut parte de o mulțime de critici de artă favorabile din partea lui Constantin Bogdan, Radu Ionescu, P. Ulmu, etc., stilul său fiind identificat ca postimpresionist cu accente cromatice în galben și mov.

### Activitate publicistică
Suzana Bantaș a publicat recenzii de carte și cronici plastice și muzicale în săptămânalul: "Viața Medicală" (director, dr. M. Mihailide). A efectuat și traduceri împreună cu profesorul Andrei Bantaș.

## Premii
- Artista Suzana Bantaș a primit Ordinul Meritul Cultural în grad de Cavaler prin Decretul Nr.292 din 23 martie 2011.[5]